# Liste des maires de Fontenay-Trésigny
 (décembre 2021).
Si vous disposez d'ouvrages ou d'articles de référence ou si vous connaissez des sites web de qualité traitant du thème abordé ici, merci de compléter l'article en donnant les références utiles à sa vérifiabilité et en les liant à la section « Notes et références ».

## Liste des maires
| - 1783 : Pierre Ambroise Mirault - 1788 : Charles Rouvre Delacroix Charles Joseph - 1790 : Nicolas Petit - 1792 : Louis (Benoist) Prévost - 1792 : Pierre Dupuis - 1794 : Pierre Ambroise Mirault - 1799 : Louis Prévost - 1812 : Victor Landon - 1830 : Joachim de Montagù (marquis) - 1831 : Louis Rouvre - 1840 : Joseph Compagnon - 1848 : Pierre Larsonnier (maire provisoire) | - 1848 : Joseph Compagnon - 1852 : Pierre Larsonnier - 1871 : Achille Lecacheur - 1871 : Joseph Minard - 1876 : Louis Duchâteau - 1883 : Louis (Etienne) Prévost - 1886 : Louis Burot - 1896 : Paul Thirouin - 1898 : Jean-Marie Tanneur - 1903 : Louis Hardy - 1907 : Hippolyte (Hildebert) Henry - 1919 : Louis Hardy | - 1936 : Edouard Lafontaine - 1937 : Georges Fossoyeux - 1943 : Louis Mathias - 1945 : Marius Hardy - 1947 : Jules Drouin - 1955 : Jean-Pierre Canard - 1958 : Léopold Trapier - 1971 : Pierre Curé - 1983 : Claude Arnaud - 1995 : Jacques Profit - 2014 : Patrick Rossilli |

## Compléments